# Jupoata gigas
Jupoata gigas là một loài bọ cánh cứng trong họ Cerambycidae.